# Alison Elliott
Alison A. Elliott (nacida el 19 de mayo de 1970) es una actriz estadounidense.
Elliott nació en San Francisco, CA, hija de Bárbara, una profesora de enfermería, y Bob Elliott, un ejecutivo de computadoras. Se mudó con su familia a Tokio, Japón, cuando tenía cuatro años, y luego se mudó a San Francisco cuando tenía ocho, donde asistió a una escuela de artes. A los 14, comenzó su carrera de modelaje, y en 1989, se mudó a Los Ángeles a protagonizar en la sitcom Living Dolls.
Quizás es más conocida por sus papeles en películas, como Underneath, The Spitfire Grill, The Wings of the Dove y Birth. También tuvo uno de los principales papeles en Buccaneers en 1995. En The Assassination of Jesse James by the Coward Robert Ford, Elliot interpreta a un papel memorable de Martha Bolton, la hermana mayor de Robert Ford.
Además de sus papeles en el cine, Elliott ha narrado audiolibros.

## Filmografía seleccionada
- Home Before Midnight (1978)